# Etheridge Shire
Koordinaten: 18° 17′ S, 143° 32′ O

Das Shire of Etheridge ist ein lokales Verwaltungsgebiet (LGA) im australischen Bundesstaat Queensland. Das Gebiet ist 39.199 km² groß und hat etwa 800 Einwohner.

## Geografie
Das Shire liegt im Norden des Staats im Süden der Kap-York-Halbinsel etwa 1400 km nordöstlich der Hauptstadt Brisbane.
Größte Stadt und Verwaltungssitz der LGA ist die Stadt Georgetown mit etwa 250 Einwohnern. Weitere Ortschaften sind Abingdon Downs, Conjuboy, Einasleigh, Forsayth, Gilbert River, Gilberton, Mount Surprise und Strathmore.

## Geschichte
Um 1870 entstand in dem Gebiet die Siedlung Etheridge, die 1872 in Georgetown umbenannt wurde. Der Name blieb aber als Bezeichnung des Etheridge River erhalten. 1879 erhielt die Region lokale Selbstverwaltung unter dem Namen Einasleigh division nach einer weiteren Ortschaft in der Gegend. Da aber in Georgetown die Verwaltung war, führte das zur Verwirrung mit der Zustellung der Post. Deshalb wurde 1919 die LGA in Etheridge Shire umbenannt.

## Verwaltung
Der Etheridge Shire Council hat fünf Mitglieder. Der Mayor (Bürgermeister) und vier weitere Councillor werden von allen Bewohnern des Shires gewählt. Die LGA ist nicht in Wahlbezirke unterteilt.